# Uomo lupo (Universal)
L'Uomo lupo è un personaggio immaginario protagonista di una serie di film prodotta dalla Universal Pictures dal 1935 con il film Il segreto del Tibet. Il più celebre interprete ne fu Lon Chaney Jr., nei cinque successivi film dal 1941 al 1948, dove il personaggio aveva il nome di Larry Talbot. È uno degli otto mostri della Universal.

## Fonti di ispirazione
I lungometraggi cinematografici della Universal erano influenzati dal romanzo The Werewolf of Paris, scritto nel 1933 dallo scrittore e sceneggiatore statunitense Guy Endore, assurto al rango di classico e considerato da molti critici come il corrispettivo di Dracula nel genere licantropico. In questo romanzo - che fonde realtà storica con finzione ed è ambientato nel corso della guerra franco-prussiana del 1870-71 - Bertrand Caillet, soldato - liberamente basato sulla figura storica di François Bertrand, militare dalle tendenze necrofile e necrosadiche - essendo nato il giorno della vigilia di Natale da una giovane ragazza violentata da un prete, è vittima di una maledizione che lo porta a trasformarsi in un lupo mannaro. Tale romanzo ha ispirato anche i film L'implacabile condanna (prodotto dalla Hammer e interpretato da Oliver Reed, e che ricalca più fedelmente la trama del romanzo) e Legend of Werewolf (adattamento più libero, ma con diversi punti in comune con il romanzo di Endore).

## Genesi del personaggio
(Curt Siodmak sceneggiatore de L'uomo lupo (1941))
L'idea di un film sui licantropi venne ai dirigenti della Universal nel 1935, quando venne prodotto il film Il segreto del Tibet (Werewolf of London). Questa prima versione, nonostante il trucco ideato da Jack Pierce, non ebbe molto successo fra il pubblico. Non si trattava comunque del primo film incentrato sulla licantropia, dato che ne erano stati girati vari altri a partire da The Werewolf del 1913 (un cortometraggio muto considerato perduto).
Nel 1941 lo sceneggiatore Curt Siodmak, fuggito dalla Germania nazista a Hollywood a causa delle persecuzioni, ideò una nuova sceneggiatura ricca di riferimenti alla religione ebraica (la stella a sei punte che compare sulla mano delle vittime del licantropo), e scrivendo la poesia Even a man who is pure of heart and says his prayers by night may become a wolf when the wolfbane blooms and the autumn moon is bright (Anche l'uomo che ha puro il suo cuore, ed ogni giorno si raccoglie in preghiera, può diventar lupo se fiorisce l'aconito, e la luna piena splende la sera). Diventato una delle pietre miliari del cinema horror, grazie anche al trucco ideato da Jack Pierce e alle musiche tritonali (nel medioevo il tritonale era legato alla figura di Satana), ed è stato più volte ripreso e citato, per esempio da John Landis nel suo Un lupo mannaro americano a Londra.

## Biografia del personaggio
Larry Talbot è un rampollo di una ricca famiglia, figlio di una zingara e di Sir John Talbot, viene morso da un licantropo divenendo anch'egli un lupo mannaro. È protagonista di più pellicole, nel corso delle quali cerca un rimedio per il suo male.
La figura del licantropo protagonista di questi film è differente da tutti gli altri film horror prodotti dalla Universal: Larry Talbot è schiacciato da un fato, un destino che sfugge al suo controllo ed è tipico della tragedia greca. Talbot non può far altro che assistere impotente alla maledizione che lo ha colpito, così come ogni volta vede comparire la stella a sei punte sulla mano della sua prossima vittima.
Quando la luna è piena Larry si trasforma in licantropo e acquisisce capacità incredibili. Possiede una forza sovrumana riuscendo a lanciare un uomo per notevole distanza con una mano sola e può sollevare enormi pesi senza sforzo. Larry è inoltre in grado di spiccare enormi balzi coprendo enormi distanze. Mentre è trasformato riesce a guarire molto rapidamente dalle ferite riuscendo a essere trafitto nel petto e a guarire in pochissimo tempo ed è invulnerabile a coltelli e armi da fuoco. L'unico modo efficace per ferirlo è usare armi fatte d'argento che è il punto debole di tutti i licantropi.
Nel film Van Helsing - che omaggia i film crossover tra i mostri della Universal - il personaggio di Larry Talbot viene rielaborato come un nuovo personaggio di nome Velkan Valerious, che presenta vaghe somiglianze con il Larry Talbot originale (è di origine gitana e viene morso da un licantropo mentre cerca di proteggere una persona a lui cara, nel suo caso la sorella Anna). In seguito Velkan viene ucciso da Gabriel Van Helsing con un proiettile d'argento, ma prima di morire riuscirà a passare la sua maledizione al cacciatore di mostri.

## Filmografia
- Il segreto del Tibet (Werewolf of London, 1935)
- L'uomo lupo (The Wolf Man, 1941)
- Frankenstein contro l'uomo lupo (Frankenstein Meets the Wolf Man, 1943)
- Al di là del mistero (House of Frankenstein, 1944)
- La casa degli orrori (House of Dracula, 1945)
- La donna lupo di Londra (She-Wolf of London, 1946)
- Il cervello di Frankenstein (Bud Abbott Lou Costello Meet Frankenstein, 1948)
- Alvin e i Chipmunks incontrano l'Uomo Lupo (2000)
- Van Helsing (Van Helsing, 2004)
- Wolfman (The Wolfman, 2010)

### Interpreti
- Henry Hull: nel primo film in cui compare l'uomo lupo Il segreto del Tibet (1935) - Il personaggio che dà vita al licantropo si chiama Dr. Glendon
- Lon Chaney Jr.: 5 volte (nei cinque film della Universal dal 1941 al 1948)
- Sara Haden: in La donna lupo di Londra (1946)
- Maurice LaMarche: voce, in Alvin e i Chipmunks incontrano l'Uomo Lupo (2000)
- Will Kemp e in seguito Hugh Jackman: nel film Van Helsing (2004)
- Anthony Hopkins, Benicio del Toro e Hugo Weaving: nel remake del (2010)
- Josh Hartnett: nella serie televisiva Penny Dreadful (Dal 2014 al 2016)

## Altri media
Narrativa
- Oltre a The Werewolf of Paris, i personaggi del dottor Glendon e di Larry Talbot sono diventati personaggi letterari grazie alle novellizzazioni dei loro film: Il Segreto del Tibet è stato trasposto in due versioni cartacee nel 1977 e nel 1985 (scritte rispettivamente da Walter Harris e Carl Green), mentre L'Uomo Lupo e il suo remake del 2010 in due romanzi rispettivamente di Ramsey Campbell (del 1977) e di Jonathan Maberry (pubblicato lo stesso anno del film). Nel 2004 anche Van Helsing è stato adattato in un romanzo, scritto da Kevin Ryan.